# Ваника
Ваника (нидерл. Wanica) — округ Суринама, расположенный на северо-востоке страны. Административный центр — город Лелидорп.
Население округа — 85 986 человек (2004), площадь — 442 км². С высокой плотностью населения округ Ваника является одним из самых урбанизированных в стране.
Административный центр округа изначально называлась Кофидйомпо, но в 1905 году была переименована в честь голландского архитектора Корнелиса Лели, который был автором множества крупных строительных проектов в Нидерландах, а также губернатором Суринама.

## Административное деление
| № | Коммуна                            | Население, чел. (2004) | Площадь, км² |
| - | ---------------------------------- | ---------------------- | ------------ |
| 1 | Де Ньив Гронд (De Nieuwe Grond)    | 20 219                 | 38           |
| 2 | Домбург (Domburg)                  | 5554                   | 37           |
| 3 | Хоуттуин (Houttuin)                | 10 227                 | 58           |
| 4 | Куварасан (Koewarasan)             | 16 161                 | 71           |
| 5 | Кватта (Kwatta)                    | 10 091                 | 62           |
| 6 | Лелидорп (Lelydorp)                | 15 945                 | 149          |
| 7 | Сарамаккапольдер (Saramaccapolder) | 7789                   | 28           |
|   | Всего                              | 85 986                 | 443          |

## Экономика
Основные культуры, выращиваемые в Ванике — папайа и пшеница, также имеются лечебные источники. Недавно в округе были обнаружены месторождения меди.